# LÉ Grainne (CM10)
A LÉ Gráinne (CM10) az Ír haditengerészet Ton-osztályú aknászhajója volt. Előzőleg HMS Oulston-ként szolgált. Nevét Gráinne-ről, egy mondabeli ír hercegnőről kapta, akit Fionn mac Cumhaill-nek ígértek, de elszökött annak ifjú bizalmasával, Diarmuid-dal.
Az Oulston a Brit Királyi Haditengerészettől került megvásárlásra 1971-ben, és Gráinne néven állt szolgálatba. 1987-ben vonták ki a szolgálatból, és spanyol érdekeltségeknek adták el bontásra.

## Fordítás
Ez a szócikk részben vagy egészben  a   LÉ Grainne (CM10) című angol Wikipédia-szócikk ezen változatának fordításán alapul.  Az eredeti cikk szerkesztőit annak laptörténete sorolja fel. Ez a jelzés csupán a megfogalmazás eredetét és a szerzői jogokat jelzi, nem szolgál a cikkben szereplő információk forrásmegjelöléseként.